# Ломмель, Ойген
Ойген Корнелиус Йозеф фон Ломмель (1837—1899) — немецкий физик.
Работал в Мюнхенском университете (с 1868 г. — профессор, в 1899 г. — ректор). Кроме того, занимал должность хранителя научного музея Баварии и состоял членом мюнхенской академии наук.
Работы по оптике и спектроскопии. Исследовал интерференцию, дифракцию и дисперсию света, люминесценцию.